# Centrum Polityczne
Centrum Polityczne (jęz.czes. Politické ústředí) – czeska organizacja konspiracyjna utworzona w 1939.
Grupowała polityków skupionych wokół byłego prezydenta Edvarda Beneša z nieistniejących partii: narodowych demokratów, socjaldemokratów, agrariuszy i ludowców. Sekretarzem generalnym PÚ został prof. Vladimír Klecanda. Organizacja nie tworzyła komórek w terenie, odgórnie dążyła do objęcia swoim kierownictwem całego podziemia. W maju 1940 weszła w skład Centralnego Komitetu Krajowego Ruchu Oporu.